# ملعب إيبيبين
ملعب إيبيبين أو Neuvo Estadio de Ebebiyín هو ملعب متعدد الرياضات في مدينة إيبيبين بدولة غينيا الاستوائية.
في أكتوبر 2014، استضاف الملعب Copa de la Primera Dama final.
في نوفمبر 2014, أعلن عن استقبال الملعب لمباريات نهائيات كأس الأمم الأفريقية لكرة القدم 2015.